# Lily Koppel
Lily Koppel (* 15. März 1981 in Chicago, Illinois) ist eine US-amerikanische Sachbuchautorin und Journalistin.

## Leben
Lily Koppel wuchs in ihrer Heimatstadt Chicago auf. Nach ihrem Schulabschluss zog sie nach New York City, wo sie Englisch und Kreatives Schreiben am Barnard College studierte. Nach ihrem erfolgreichen Abschluss 2003 arbeitete sie als Journalistin, wobei sie unter anderem für New York Times, Glamour und The Huffington Post schrieb. Während einer Artikelrecherche fand sie 2006 ein altes Tagebuch in ein 75 Jahre altes Tagebuch in einem Müllcontainer, welches sie restaurierte und als Sachbuch The Red Leather Diary veröffentlichte.
Ihr zweites Sachbuch  erschien 2013. Sie beschreibt die Leben der Hausfrauen der Astronauten, die sowohl am Mercury- als auch am Apollo-Programm teilnahmen. Der Fernsehsender ABC erwarb schließlich die Rechte, um sie für die gleichnamige Fernsehserie zu adaptieren.
Lily Koppel ist seit 2011 mit dem Autor und Journalisten Tom Folsom verheiratet. Sie leben in Manhattan.

## Werke (Auswahl)
- The Red Leather Diary. Harper, New York 2008, ISBN 978-0-06-125677-6.
- The Astronaut Wives Club: A True Story. Grand Central Publishing, New York 2013, ISBN 978-1-4555-0325-4.